# Список пісень O.Torvald
Дана стаття представляє повний список записаних і офіційно виданих пісень українського рок-гурту O.Torvald. Цей список включає в себе треки, що увійшли до трьох студійних альбомів «O.Torvald», «В тобі» та «Примат», офіційно виданих синглів, а також окремо виданих пісень, що не увійшли до альбомів.

## Пісні
Умовні позначення
| Колір      | Позначення                             |
| ---------- | -------------------------------------- |
| Сірий      | Пісня з альбому                        |
| Фіолетовий | Пісню було видано як сингл або окремок |
| Жовтий     | До пісні був відзнятий відеокліп       |

| Рік виходу | Назва            | Посилання     | Альбом      |
| ---------- | ---------------- | ------------- | ----------- |
| 2007       | Мама             | [ 1 ] [ 2 ]   | «O.Torvald» |
| 2008       | Тіло             | Приклад       | «O.Torvald» |
| 2008       | Телефон          | Приклад       | «O.Torvald» |
| 2008       | Не залишай       | [ 3 ] [ 4 ]   | «O.Torvald» |
| 2008       | Ані Лорак        | [ 5 ]         | «O.Torvald» |
| 2008       | Забити           | Приклад       | «O.Torvald» |
| 2008       | Стій             | Приклад       | «O.Torvald» |
| 2008       | Хочу Fuck        | Приклад       | «O.Torvald» |
| 2008       | Моє-твоє         | Приклад       | «O.Torvald» |
| 2008       | Київ-Лондон      | [ 6 ] [ 7 ]   | «O.Torvald» |
| 2008       | Зі мною ти       | Приклад       | «окремок»   |
| 2008       | «Почуття»        | [ 8 ] [ 9 ]   | «Окремок»   |
| 2009       | Не грузи         | [ 10 ] [ 11 ] | «окремок»   |
| 2010       | Фейдери догори   | Приклад       | «В тобі»    |
| 2010       | Навпаки          | Приклад       | «В тобі»    |
| 2010       | Не відпускай     | Приклад       | «В тобі»    |
| 2010       | Качай            | Приклад       | «В тобі»    |
| 2010       | Нас двоє         | Приклад       | «В тобі»    |
| 2010       | УЙ               | Приклад       | «окремок»   |
| 2011       | Знову сам        | Приклад       | «В тобі»    |
| 2011       | В тобі           | Приклад       | «В тобі»    |
| 2011       | Радіомережі      | Приклад       | «В тобі»    |
| 2011       | Зловживай        | Приклад       | «В тобі»    |
| 2011       | Мій друг         | Приклад       | «В тобі»    |
| 2011       | Не змогли        | Приклад       | «В тобі»    |
| 2011       | Сны и сигареты   | Приклад       | «В тобі»    |
| 2012       | Почуй це наживо  | Приклад       | «Примат»    |
| 2012       | Примат           | Приклад       | «Примат»    |
| 2012       | Mr. DJ           | Приклад       | «Примат»    |
| 2012       | Мій час          | Приклад       | «Примат»    |
| 2012       | Не вона          | Приклад       | «Примат»    |
| 2012       | Віскі і шоколад  | Приклад       | «Примат»    |
| 2012       | Без тебе         | Приклад       | «окремок»   |
| 2012       | Смак отрути      | Приклад       | «Примат»    |
| 2012       | Одна             | Приклад       | «Примат»    |
| 2012       | Лише у моїх снах | Приклад       | «Примат»    |
| 2012       | Вниз             | Приклад       | «Примат»    |
| 2012       | Погляд           | Приклад       | «Примат»    |
| 2012       | Рок-герой        | Приклад       | «Примат»    |
| 2012       | Бий (Україна)    | Приклад       | «Примат»    |
| 2012       | П'ятниця         | Приклад       | «Примат»    |
| 2017       | Time             | Приклад       | сингл       |